# 條帶大杜父魚
扁頭大杜父魚，為輻鰭魚綱鮋形目杜父魚亞目杜父魚科的其中一種，為溫帶海水魚，分布於亞洲俄羅斯阿穆爾河、薩哈林島南部及聖彼得灣淡水、半鹹水、海域，棲息在底層水域，生活習性不明。